# Clinocentrus foveatus
Clinocentrus foveatus är en stekelart som först beskrevs av Cameron 1910.  Clinocentrus foveatus ingår i släktet Clinocentrus och familjen bracksteklar. Inga underarter finns listade i Catalogue of Life.